# 周庄普庆桥
周庄普庆桥，又称“圣堂桥”，是一座花岗石单孔石拱桥，位于中国江苏省昆山市周庄镇中市街89、91号之间，澄虚道院前，建于清雍正四年（1726年），跨中市河，南北走向，长11.5米，宽2.2米，高2.6米。桥联为“起墟一閧登彼岸，鞭石诸仙锁洞宫”。  
2022年，周庄普庆桥公布为昆山市文物保护单位。